# Fer à joint

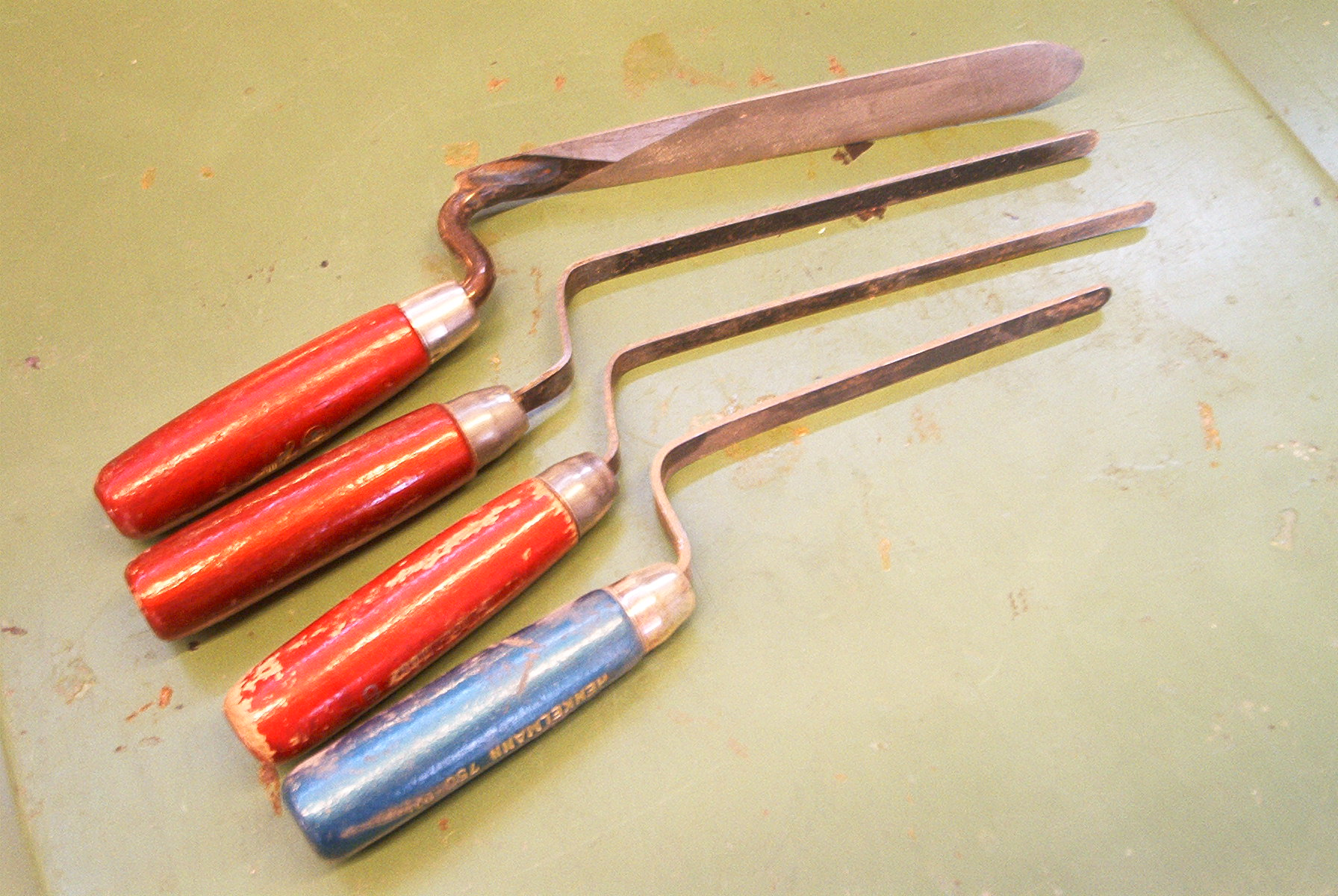
Fers à joint.

Le fer à joint est un outil de maçonnerie qui permet la réalisation de joints aux formes différentes. Il en existe en différents matériaux (plastique ou métal).

## Types de fer à joint
S'apparentant à une très fine truelle aux ligne de profil parallèle, ils peuvent être plats, bombés ou demi-ronds, courts ou longs.
Son utilisation permet de remplir les joints horizontaux et verticaux entre des parements ou des briques. Afin que le joint soit lisse, il est conseillé de passer l'outil sur un mortier encore frais. En appuyant sur l'outil, vous pouvez faire un creux régulier et empêcher l'humidité de rentrer.

## Usage
Il existe deux méthodes pour réaliser les angles saillants : à 45° ou à « bec d’oiseau ».
Par ailleurs, cet outil peut servir au dessin des nez-de-marches.

## Types de joints
Les différents types de joints que l'on peut réaliser à l'aide d'un fer à joint sont dits en retrait, pleins, ombrés, creux et brossés ou peignés.